# 隆平高科
袁隆平农业高科技股份有限公司（简称：隆平高科；深交所：000998）为一家位于湖南省长沙市的农业股份制上市公司；公司经营以杂交水稻、蔬菜为主的高科技农作物种子、种苗的培育、繁殖、推广和销售，新型农药、化肥的研制、生产、销售，农副产品优质深加工及销售；提供农业高新技术开发及成果转让，农业技术咨询、培训服务等。2010年，公司销售与服务收入114,292万元，净利润7,460万元。注册地为长沙市远大二路马坡岭农业高科技园，办公地位于车站北路459号证券大厦9楼。

## 历史与发展
隆平高科由湖南省农业科学院作为主发起人，联合湖南杂交水稻研究中心、湖南东方农业产业有限公司、中国科学院长沙农业现代化研究所、湖南省郴州市种子公司等四家企业及著名杂交水稻专家袁隆平院士以发起方式设立的股份有限公司。1999年6月30日，公司正式注册； 2000年12月11日，隆平高科于深交所上市交易。截止2010年12月31日，公司总资产244,195万元，总股本为27,720万股。2011年6月30日，隆平高科的控股机构为长沙新大新威迈农业有限公司，其持股比重占17.24%；第二大股东为湖南杂交水稻研究中心，持股比重占8.04%；袁隆平院士个人持有445.81万流通股，持股比重占1.61%。

## 争议
安徽省种子管理总站的调查结果显示，2014年10月，安徽蚌埠、安庆、合肥、滁州、马鞍山、淮南等六市种植的“两优0293”发生大面积减产、绝收，受灾面积超过万亩。此后半年内，安徽省农业委员会下属的种子管理总站多次向国家农业部上书，要求重新审定超级稻“两优0293”的种植区域，希望“不再包含我省”。这是一家省级农业监管单位在向超级稻明星品种下“逐客令”。但也有人指出，“两优0293”本身是一个高感稻瘟病的品系，稻农在选用了“两优0293”这一稻瘟病易感品种后，因为种植区域是稻瘟病低发地区，为了节省成本等原因未采取充分的防病措施，而农技站和种子的经销商又并未做好对稻农的技术指导和售后服务工作，于是在遭遇了偶发的大规模病害时出现减产甚至绝收。